# Thomas Dent
Ne doit pas être confondu avec Clinton Thomas Dent.
Pour les articles homonymes, voir Dent (homonymie).
Thomas Dent, né le 21 décembre 1796 à Crosby Ravensworth (Westmorland) et mort le 19 novembre 1872 à Londres, est un négociant britannique. 

## Biographie
Il se fait connaître en Chine où il arrive en 1823 et s’installe à Guangzhou où il s'associe avec Lancelot Davidson & Co pour former une importante entreprise de commerce d'opium. En 1840, il s'associe à Beale et développe les entreprises à Hong Kong et à Shanghai. 
Jules Verne mentionne Thomas Dent dans son roman Les Tribulations d'un Chinois en Chine (chapitre III).